# Hélène de Chappotin de Neuville
Hélène Marie Philippine de Chappotin de Neuville, en religió Maria de la Passió (Nantes, Loira Atlàntic, França, 21 de maig de 1839 - Sanremo, Ligúria, Itàlia, 15 de novembre de 1904), fou una religiosa, fundadora el 1877 de la congregació de les Germanes Franciscanes Missioneres de Maria. És venerada com a beata per l'Església Catòlica.

## Biografia
Nasqué al si d'una família noble. La prima jovinesa era feliç, fins que en poc temps van morir la mare, dues germanes i un cosí. Segons la hagiografia, seria aleshores que hauria comprés que «Déu sempre la estimaria més, que no pas ella Déu». El 1860 fou admesa com a postulant a l'orde de les clarisses a Nantes, però emmalaltí i va tornar a casa durant «tres anys dedicats a la família i el prec». En recuperar-se, optà per fer vida religiosa en una congregació de vida activa. El seu confessor li aconsellà que entrés en la Societat de Maria Reparadora i el 15 d'agost de 1864 hi ingressà com a novícia i prengué el nom de Maria de la Passió.
El 1865 fou enviada com a missionera a l'Índia; hi fou elegida, el 1867, superiora provincial dels tres monestirs del vicariat apostòlic de la diòcesi de Tiruchirapalli (Tamil Nadu). El 1874, fundà un nou convent a la diòcesi veïna de Coimbatore, amb l'ajut de la Societat per a les Missions Exteriors de París. Amb altres germanes seves marxà al nou convent, però en poc temps, arran d'algunes dissensions amb la congregació, Maria de la Passió i el seu grup van constituir una comunitat autònoma amb seu a Ootacamund.
El papa Pius IX regularitza la situació de les religioses separades i autoritza Maria de la Passió a fundar una nova congregació que s'anomenà de les Germanes Missioneres de Maria. En fundà el noviciat a Saint-Brieuc (Sant Brieg', Bretanya, França). La Santa Seu aprovà l'institut amb el decretum laudis el 12 d'agost de 1885, i l'afilià a l'Orde dels Frares Menors.
Maria de la Passió, malalta, es retirà a Sanremo, on morí el 1904, deixant una congregació amb 86 comunitats i 2.069 germanes als quatre continents.

## Veneració
El procés de canonització s'incoà aviat, el 1918: el 28 de juny del 1999, Joan Pau II la declarà venerable. El mateix papa la beatificà el 20 d'octubre de 2002 al Vaticà.